# Asahi Ishiwata
Asahi Ishiwata (japanisch 石渡 旭 Ishiwata Asahi; * 8. April 1996 in Yokosuka) ist ein japanischer Fußballspieler.

## Karriere
Asahi Ishiwata erlernte das Fußballspielen in den Jugendmannschaften des Johoku FC und Yokohama Junior, in der  der Schulmannschaft der Shizuoka Gakuen High School, sowie in der Universitätsmannschaft der Kanagawa-Universität. Seinen ersten Vertrag unterschrieb er 2019 beim Fukushima United FC. Der Verein aus Fukushima spielte in der dritten japanischen Liga, der J3 League. Für Fukushima absolvierte er fünf Ligaspiele. Im Januar 2021 wechselte er zum Viertligisten FC Kariya